# Calle del Obispo Losana
La calle del Obispo Losana es una vía pública de la ciudad española de Segovia.

## Descripción
La vía conecta la calle de José Zorrilla con la de la Plata. Honra con el título a Raimundo de Losana, obispo de Segovia en el siglo XIII. Aparece descrita en Las calles de Segovia (1918) de Mariano Sáez y Romero con las siguientes palabras:

Obispo Losana.—Se llama así la calle que va desde la de José Zorrilla a la de la Plata. Recuerda a D. Raimundo de Losana, nacido en Segovia en los primeros años del siglo XIII, en la parroquia de San Gil. En 1249 eera Obispo de esta Ciudad, favorecido por D.ª Berenguela, nacida en nuestro Alcázar, y después por su hijo San Fernando, el que le nombró su secretario y al que administró el Santo Viático, y a su muerte pronunció el sermón en sus honras fúnebres. Entró con este Rey en Sevilla cuando su conquista y de allí fué Arzobispo y allí murió en 6 de agosto de 1287. Su cuerpo se trasladó a Segovia, siendo sepultado en la iglesia de San Gil, cerca del Eresma; luego trasladado a la Catedral vieja y, por último, llevado a la Catedral nueva, descansando sus restos en la capilla del Consuelo. Fué un eminente varón, distinguido por su virtud y su ciencia y que bien merece el honor de esta calle, que nada más que el nombre del Obispo insigne tiene que referir.
(Sáez y Romero, 1918, pp. 121-122)